# Цікуламова
Цікуламо́ва (англ. Tsikulamowa) — вища традиційна громада у складі дистрикту Нтчеу Центрального регіону Малаві.
Населення — 39628 осіб (2018).